# 盲婚試愛
《盲婚試愛》（英語：Love Is Blind）是一檔相親真人實境秀。節目由動能內容製作，並由克里斯·科倫開發。它於2020年2月13日在網飛首映，為三週作品之一。這檔節目被影評人跟同製作公司的《閃婚》以及《鑽石求千金》作比較。它總共有十集，另外的重聚特別集於3月5日在網飛和YouTube播放。
2020年3月24日，網飛將《盲婚試愛》續至第二和第三季。

## 形式
這檔節目圍繞在三十位渴望找到愛的男女。以為期十天的快速約會形式，男女在不同的「艙」裡互相約會，他們可以互相聊天，但不會見到對方。他們可以任何時候決定男生向自己喜歡的女生求婚。求婚之後，他們將首次面對面見到彼此，訂婚的情侶會在墨西哥普拉亞德爾卡曼度蜜月。在這次旅行中，他們會花些時間去認識他們的伴侶，並結識參加實驗的其他情侶。
情侶度蜜月後，他們會搬到亞特蘭大的同一層公寓樓裡。在公寓時，他們都會去見伴侶的家人，並探索伴侶的生活條件。在結婚當天的聖壇上，訂婚的情侶需要舉辦婚禮，並在壇上最終決定是否分手還是結婚，回答問題「愛情是盲目的嗎？」

## 內容
| 季 | 原始播放時間          | 情侶                               | 結婚 | 還在一起 | 關係介紹 |
| -- | --------------------- | ---------------------------------- | ---- | -------- | --- |
| 1  | 2020年2月13日至3月5日 | 勞倫·斯皮德 & 卡梅倫·漢密爾頓 （Lauren Speed & Cameron Hamilton） | 是   | 是       | 兩人於2018年11月《盲婚試愛》第一季拍攝期間結婚。他們截止2025年還在一起 。                                                                      |
| 1  | 2020年2月13日至3月5日 | 安柏·派克 & 馬修·伯納德 （Amber Pike & Matthew Barnett）       | 是   | 是       | 兩人於2018年11月《盲婚試愛》第一季拍攝期間結婚。他們截止2025年還在一起。                                                                       |
| 1  | 2020年2月13日至3月5日 | 吉安娜·吉貝利 & 達米安·鲍尔斯 （Giannina Gibelli & Damian Powers） | 否   | 否       | 雖然兩人在節目中訂婚，但在婚禮日分開。在重聚特別集中透露他們還在一起。吉貝利透露兩人2021年早旬分開。                                           |
| 1  | 2020年2月13日至3月5日 | 傑西卡·巴頓 & 馬克·庫瓦斯 （Jessica Batten & Mark Cuevas）     | 否   | 否       | 雖然兩人在節目中訂婚，但在婚禮日分開。 |
| 1  | 2020年2月13日至3月5日 | 凱莉·蔡斯 & 肯尼·巴恩斯 （Kelly Chase & Kenny Barnes）       | 否   | 否       | 雖然兩人在節目中訂婚，但在婚禮日分開。在重聚特別集中透露巴恩斯已經開展另一段戀情。                                                             |
| 1  | 2020年2月13日至3月5日 | 戴蒙德·傑克 & 卡爾頓·莫頓 （Diamond Jack & Carlton Morton）     | 否   | 否       | 雖然兩人在節目中訂婚，但在墨西哥普拉亞德爾卡曼的旅行時他們就莫頓的雙性戀問題而開始了一段具戲劇性的爭執，缺少溝通加上莫頓對傑克的貶低之後分開。 |

## 參加者
| 名字                    | 年齡 | 職業                        | 家鄉                              | 關係狀態       |
| ----------------------- | ---- | --------------------------- | --------------------------------- | -------------- |
| 勞倫·斯皮德             | 32   | 內容創作人                  | 密歇根州底特律                    | 2018年11月結婚 |
| 卡梅倫·漢密爾頓         | 28   | 資料科學家                  | 緬因州李                          | 2018年11月結婚 |
| 安柏·派克               | 27   | 前坦克機械師                | 佐治亚州奥古斯塔                  | 2018年11月結婚 |
| 馬修·伯納德             | 27   | 工程師                      | 佐治亚州坎頓                      | 2018年11月結婚 |
| 吉安娜·吉貝利           | 25   | 企业所有人                  | 委內瑞拉卡拉卡斯                  | 與達米安談戀愛 |
| 達米安·鲍尔斯           | 27   | 總經理                      | 德國海德堡                        | 與吉安娜談戀愛 |
| 傑西卡·巴頓             | 34   | 地區經理                    | 伊利诺伊州羅克福爾斯 (伊利諾伊州) | 婚禮時分開     |
| 馬克·庫瓦斯             | 24   | 健身教練                    | 伊利诺伊州芝加哥                  | 婚禮時分開     |
| 凱莉·蔡斯               | 33   | 註冊整體健康和賦權指導師    | 佐治亚州亚特兰大                  | 婚禮時分開     |
| 肯尼·巴恩斯             | 27   | 銷售員                      | 加利福尼亚州                      | 婚禮時分開     |
| 戴蒙德·傑克             | 28   | 前NBA舞者                   | 佐治亚州亚特兰大                  | 婚禮前分開     |
| 卡爾頓·莫頓             | 34   | 社交媒體行銷人              | 路易斯安那州                      | 婚禮前分開     |
| 丹妮爾·德魯因 （Danielle Drouin）      | 27   | 瑜珈教練                    | 佐治亚州亚特兰大                  | 婚禮前分開     |
| 羅里·紐伯勞 （Rory Newbrough）        | 28   | 資深顧問 & 內容創作人       | 佐治亚州阿尔法勒特                | 婚禮前分開     |
| 萊克希·斯基珀 （Lexie Skipper）      | 26   | 銷售經理                    | 喬治亞州                          | 婚禮前分開     |
| 韋斯特利·貝爾 （Westley Baer）      | 27   | 銷售經理 & 生命教練         | 喬治亞州                          | 婚禮前分開     |
| 勞倫·「LC」·尚布林 （Lauren "LC" Chamblin） | 26   | 招聘人/業務企劃             | 佐治亚州亚特兰大                  | 沒有訂婚       |
| 馬特·托馬斯 （Matt Thomas）        | 28   | Brawl for a Cause總監       | 不適用                            | 沒有訂婚       |
| 泰勒·拉普頓 （Taylor Lupton）        | 31   | 創意總監                    | 不適用                            | 沒有訂婚       |
| 瑞安·馬丁 （Ryan Martin）          | 29   | 汽車銷售員                  | 不適用                            | 沒有訂婚       |
| 艾麗森·科斯塔 （Alyson Costa）      | 36   | 兒科護士－客戶關係總監      | 不適用                            | 沒有訂婚       |
| 安迪·里克特 （Andy Rickert）        | 30   | 焊工                        | 不適用                            | 沒有訂婚       |
| 布賴安娜·霍爾姆斯 （Briana Holmes）  | 24   | 非營利組織執行長/網站設計師 | 不適用                            | 沒有訂婚       |
| 肯尼斯·史密斯 （Kenneth Smith）      | 36   | 理髮師/商店店主             | 不適用                            | 沒有訂婚       |
| 埃博妮·亞歷克西斯 （Ebony Alexis）  | 30   | 新聞記者                    | 不適用                            | 沒有訂婚       |
| 喬恩·史密斯 （Jon Smith）        | 38   | 水災善後服務執行長          | 不適用                            | 沒有訂婚       |
| 因地亚·布里奇福斯 （India Bridgeforth）  | 29   | 項目經理                    | 不適用                            | 沒有訂婚       |
| 米奇·科布 （Mikey Cobb）          | 31   | 業務分析師                  | 不適用                            | 沒有訂婚       |
| 凱·米切爾 （Kay Mitchell）          | 30   | 行政總監                    | 不適用                            | 沒有訂婚       |
| 莉莉·威廉姆斯 （Lillie Williams）      | 36   | 公關公司執行長              | 不適用                            | 沒有訂婚       |

註解
1. 1 2 3 4  節目開發人克里斯·科倫確認這段關係和訂婚在最後剪輯中沒有播出[2][14]。

## 集數
2020年1月30日，《盲婚試愛》被宣佈將會橫跨三週播出。前5集於2月13日播出，而4集則在下週。最後一集於2020年2月27日播出。重聚集於3月5日。
| 第一週 |                                        |               |
| 1      | 愛情是盲目的嗎？                       | 2020年2月13日 |
| 2      | 你願意跟我結婚嗎？                     | 2020年2月13日 |
| 3      | 共度的第一夜                           | 2020年2月13日 |
| 4      | 伴侶假期                               | 2020年2月13日 |
| 5      | 在天堂的最後一夜                       | 2020年2月13日 |
| 第二週 |                                        |               |
| 6      | 同居                                   | 2020年2月20日 |
| 7      | 會見父母                               | 2020年2月20日 |
| 8      | 婚禮倒數計時                           | 2020年2月20日 |
| 9      | 單身派對                               | 2020年2月20日 |
| 第三週 |                                        |               |
| 10     | 婚禮                                   | 2020年2月27日 |
| 特辑   |                                        |               |
| 11     | 重聚                                   | 2020年3月5日  |
| 12     | 交換誓詞之後：兩年後                   | 2021年8月7日  |
| 13     | 交換誓詞之後：已婚、單身、一言難盡交換 | 2021年8月7日  |
| 14     | 交換誓詞之後：慶祝和對峙               | 2021年8月7日  |

## 製作

### 拍攝
2018年10月9日，它拍攝於喬治亞州亚特兰大，並持續38天直到婚禮。情侶們於10月19日首次面對面見到對方。艙中的十天在費耶特維爾的松林亞特蘭大影城拍攝。接著，訂婚新人離開艙後，當他們去度假時則在墨西哥普拉亞德爾卡曼瑪雅里維埃拉大酒店（Grand Velas Riviera Maya）拍攝。通過墨西哥度假的戀情會一起搬到一座公寓樓。度假後，情侶們搬去亞特蘭大春季光譜公寓樓（Atlanta to the Spectrum on Spring apartment building），他們將會待在那裏直到婚禮。婚禮於11月15日在兩個活動場地舉行，分別叫Flourish Atlanta和The Estate。

### 發行
《盲婚試愛》的預告於2020年1月30日發行。隨著預告，它被宣佈這十集節目以三週發行：前5集於2020年2月13日發行，接著的4集於2月20日發行，而最後一集於2月27日發行。
2020年2月26日，網飛宣佈重聚特別集將會於3月5日在YouTube播放。

### 未播出的訂婚
參加者中有八對情侶訂婚。除了節目中的六對情侶外，情侶丹妮爾·德魯因和羅里·紐伯勞，以及萊克希·斯基珀和韋斯特利·貝爾也在節目中訂婚。紐伯勞告訴《人物》：「當我們準備去墨西哥旅行時，節目的製片人近來說：『嘿，我們期待可能只有一到兩（個訂婚）而已。我們之前做過的節目也從未有過如此成功。我們準備了五個。接著我們有八個訂婚，所以我們得選擇我們要去追蹤拍攝的。』他們還給了我們手機。他們禮貌地感謝我們並說：『抱歉，我們沒有足夠資源去囊括任何人。』」
在艙中訂婚後，斯基珀和貝爾談戀愛三個月後分手。德魯因和紐伯勞訂婚後則在邁阿密有一場長達一星期的旅行。他們旅行回來分手後，德魯因決定於另外一位節目參加者馬特·托馬斯開展戀情。他們之後也分手了。

## 反響
2020年2月28日，最後一集播出後的一天，《盲婚試愛》成為網飛冠軍趨勢節目，也是網飛於2月24日稱它在他們的網站為新前十趨勢列表的幾天後。
《Mashable》的翠西亞·克里明斯（Tricia Crimmins）在他們於2月13日初始發行時評論《盲婚試愛》的前五集。克里明斯將其跟《鑽石求千金》比較，稱節目是「你一直渴望的異乎尋常電視真人秀實驗」。她評價道你永遠不會直到情侶們將會做什麼，甚至是鄰近婚禮聖壇，讓這檔節目「無害、具娛樂性和令人滿意」。
《衛報》的露西·曼根（Lucy Mangan）給《盲婚試愛》兩顆星（滿分五顆），稱它令人不愉快和反感，但極具吸引力。她認為《盲婚試愛》是人性的致命一擊。然而，對於電視真人秀來說，她則覺得不錯，因為它「利用情感上的脆弱，褻瀆神聖，使私人和珍貴的公眾變得毫無價值，並將其變成喜好窥阴的評分誘餌」。儘管如此，她將其以平常電視真人秀無節制的狂熱行為來向他人推薦，跟《鑽石求千金》一樣。
《娱乐周刊》的克里斯汀·鮑德溫（Kristen Baldwin）稱節目「極度的悲劇卻又引人入勝」。她批評節目，說在艙內的前四集耳目一新的感覺，但一到訂婚情侶進入真實世界後，它感覺像其他令人不悅的相親電視真人秀。鮑德溫還稱它令人感到壓抑，認為參加者老是說：「如果我不現在結婚，我就永遠不會了。」總體來說，鮑德溫給《盲婚試愛》C+等級.。
2020年3月24日，《盲婚試愛》被續至第二和第三季。